# 8th Atomos
《Seotaiji 8th Atomos》는 서태지의 8번째 정규 음반이다. 수록곡은 총 12곡으로 구성되어 있으며, 타이틀 곡은 〈아침의 눈〉이다. 서태지는 이 앨범의 장르를 ‘네이처 파운드’라고 명명하였다. 이는 ‘잘게 두드려 부수다’라는 뜻의 파운드(pound)와 ‘자연’이라는 뜻의 네이처(nature)를 조합한 조어이다.
이 앨범에는 앞서 발매된 첫 번째 싱글 〈Atomos Part Moai〉와 두 번째 싱글 〈Atomos Part Secret〉의 모든 곡이 리마스터링 작업을 통하여 재녹음 되었으며, 새로운 리믹스 버전도 수록되어 있다. 부클릿도 두 싱글의 아트워크에 새로운 아트워크가 더해졌다.
판매량은 한터 차트 2009년 연간 집계 기준 66,333장이다.

## 수록곡
전체 작사·작곡: 서태지
| #   | 제목                   | 재생 시간 |
| --- | ---------------------- | --------- |
| 1.  | 〈MOAI〉               | 3:46      |
| 2.  | 〈HUMAN DREAM〉        | 4:27      |
| 3.  | 〈T`IK T`AK〉          | 4:07      |
| 4.  | 〈BERMUDA [Triangle]〉 | 3:50      |
| 5.  | 〈JULIET〉             | 3:58      |
| 6.  | 〈COMA〉               | 3:52      |
| 7.  | 〈REPLICA〉            | 3:54      |
| 8.  | 〈아침의 눈〉          | 3:49      |
| 9.  | 〈MOAI〉 (RMX)         | 3:58      |
| 10. | 〈T`IK T`AK〉 (RMX)    | 3:57      |
| 11. | 〈BERMUDA〉 (RMX)      | 4:17      |
| 12. | 〈COMA〉 (NATURE)      | 3:49      |

## 참여
이 목록은 해당 앨범의 부클릿에서 발췌하였다.
- 서태지(서태지컴퍼니): 프로듀서, 이그제큐티브 프로듀서 보컬, 작사·작곡·편곡, 기타, 베이스 기타, 프로그래밍, 디지털 에디트, 녹음, 믹싱
- Top: 기타, 편곡
- 김석중: 편곡, 프로그래밍, 디지털 에디트
- 혜승(피아): 드럼
- 녹음·믹싱 스튜디오: Techno T
- 최효영(Sonic Korea): 마스터링
- day-z: 아트 디렉터, 디자인
- 노대영, 소유리: 3D 디자인

## 같이 보기
- Seotaiji 8th Atomos Part Moai
- Seotaiji 8th Atomos Part Secret